# 熊本城周遊バス

熊本城周遊バス「しろめぐりん」

熊本城周遊バス（くまもとじょうしゅうゆうバス）は、熊本市内の観光周遊バス（乗合バス）である。愛称は「しろめぐりん」。熊本都市バス（本山営業所）が運行を担当する。

## 概要
熊本城周遊バスは、1993年に熊本市において火の国フェスタ・くまもと'93が開催されるのを前に、熊本城観光活性化の一環として熊本県と熊本市ならびに市の外郭団体である熊本市国際コンベション協会との3者共同事業として、1992年4月18日より熊本市交通局（熊本市営バス）によって運行開始されたのが始まりである。熊本市営バス時代の愛称は「むさし」と「とおりゃんせ」で、一般市民からの公募により決定された。
熊本市交通局が運行していた時期は、本山営業所と上熊本営業所が担当していた。
その後、2006年に熊本市が民間運行事業者への路線移譲・委託を決定し、同年10月1日より九州産交バスへ移管された。これに伴い、同日から愛称が「しろめぐりん」へ変更された。この愛称変更も一般市民からの公募により決められている。九州産交バス熊本営業所が運行を担当していた。
2008年4月期は、熊本城築城400年祭・エピローグが開催された影響で、過去最高の約1万人が乗車した。また同年5月のゴールデンウィーク期間中には、5月4日の乗車数は812人に達し、一日乗客数では過去最高を記録した。
2011年10月1日からは、九州産交バスから熊本都市バスへ移管された。

### ものまねアナウンス
一部停留所でコロッケによるものまねアナウンスがある。
- 1 熊本駅→2祇園橋：志村けん
- 7 熊本交通センター→8桜の馬場 城彩苑：武田鉄矢
- 8 桜の馬場 城彩苑→9熊本城二の丸庭園：美川憲一
- 15 市役所前→16桜の馬場城彩苑：田原俊彦

## 沿革
- 1992年4月18日 - 運行開始。熊本市営バスが運行を担当。
- 2006年
  - 9月30日 - 同日をもって熊本市営バスによる運行を終了、同時に「熊本城直行シャトルバス」も廃止。
  - 10月1日 - 熊本市営バスから九州産交バスへ移管。「熊本城直行シャトルバス」と統合し路線を再編、新型車両も導入。
- 2011年
  - 3月5日 - 熊本城「桜の馬場 城彩苑」開業に合わせ、同施設を周回する経路に変更。
  - 9月30日 - 同日をもって九州産交バスによる運行を終了。
  - 10月1日 - 九州産交バスから熊本都市バスへ移管。この際の経路や本数、運賃などの変更はなかった。
- 2014年10月1日 - ルートを見直し、往路・復路ともに熊本交通センター経由とする。これに伴いダイヤ改正（1日27便から22便へ減便）[3]。
- 2016年
  - 4月15日 - 前日に発生した熊本地震の影響により全便運行見合わせとなる。
  - 4月16日 - 本震で熊本城をはじめ、周辺道路や観光施設などが甚大な被害を受けたため運休とする。
  - 5月3日 - 運行を再開。ただし熊本城と周辺施設の復旧見通しが立たないため、当面の間は「桜の馬場 城彩苑」で折返し（26分間待機）とし、熊本城・二の丸駐車場 - 市役所前の区間は休止とする[4]。
  - 8月2日 - 通常ルートでの運行を再開。
- 2019年9月11日 - 熊本市桜町一帯再開発ビル（名称：SAKURA MACHI Kumamoto）完成に伴い、同ビル内バスターミナルに乗り入れ開始。これにより熊本交通センター乗降場所を変更。名称も従来の「熊本交通センター」から「熊本桜町バスターミナル」に改称される[5][6][7]。これによる熊本都市圏のバス系統番号の変更に伴い、しろめぐりん専用の系統番号として「SS」が付与される[8]。
- 2021年4月1日 - ダイヤ改正。新たに平日ダイヤ・土休日ダイヤを設定し、平日は1時間に30分（12時台のみ1時間）間隔とした1日16便の運行となる（土休日はダイヤ変更せず従来通り1日22便）。
- 2025年6月2日から7月18日の間平日は全便運休

## 運行内容
- 所要時間：1周65分
- 運賃：大人180円、子人90円
  - 障害者割引によりそれぞれ運賃半額となる。
- しろめぐりん専用一日乗車券：大人400円・子供200円
- 支払いは上記の現金ならびに一日乗車券のほか、くまモンのIC CARD[9]・SUNQパス（北部九州版・南部九州版・全九州版）・わくわく1dayパス（各社共通一日乗車券）さらに2025年2月1日よりクレジットカード等による決済[10][11]も使用可能。

## 路線

### 現行路線
2014年10月1日改正以降の経路。
- 熊本駅前1番のりば - 祇園橋 - 明八橋 - 新町 - 蔚山町 - 藤崎台下（旧：段山） - 桜町BT5番のりば[12]  - 桜の馬場 城彩苑 - 熊本城・二の丸駐車場 - 子ども文化会館前 - 博物館・旧細川刑部邸前 - KKRホテル熊本前 - 県立美術館分館横 - 熊本ホテルキャッスル前 - 市役所前 - 桜の馬場 城彩苑 - 桜町BT4番のりば - 商工会議所前 - ANAクラウンプラザホテル熊本ニュースカイ[13] - 熊本駅前[14]

### 過去の路線

#### 2011年3月5日 - 2014年9月30日の経路
- 熊本駅前 - ANAクラウンプラザホテル熊本ニュースカイ[13] - 河原町 - 交通センター6番のりば - 桜の馬場 城彩苑 - 熊本城・二の丸駐車場 - 子ども文化会館前 - 博物館・旧細川刑部邸前 - 家庭裁判所KKRホテル熊本前 - 県立美術館分館前 - ホテルキャッスル前 - 市役所前 - 桜の馬場 城彩苑 - 段山 - 蔚山町 - 新町 - 中唐人町 - ANAクラウンプラザホテル熊本ニュースカイ - 熊本駅前

#### 2006年10月1日 - 2011年3月4日の経路
- 熊本駅前 - 熊本全日空ホテルニュースカイ前 - 河原町 - 交通センター6番のりば - 熊本城・二の丸駐車場 - 子ども文化会館前 - 博物館・旧細川刑部邸前 - 県伝統工芸館前 - 県立美術館分館前 - 壺井橋 - 通町筋 - 市役所前 - 交通センター19番のりば - 河原町 - 熊本全日空ホテルニュースカイ前 - 熊本駅前

### 1992年4月18日 - 2006年9月30日の経路
熊本市交通局の運行時代。
- 交通センター6番のりば - 熊本城・二の丸駐車場 - 子ども文化会館前 - 博物館・旧細川刑部邸前 - 県伝統工芸館前 - 県立美術館分館前 - 熊本ホテルキャッスル前 - 市役所前 - 交通センター6番のりば

運行開始時には、上記の周遊コースとともに交通センター - 熊本城直通便の2コースが存在したが、1999年頃に直通便は廃止され周遊コースのみとなった。その後、2004年10月より一般車両を使用した別系統の「熊本城直行シャトルバス」（熊本駅 - 交通センター - 熊本城）が2006年9月末まで土・日・祝日のみの運行として事実上復活した。

## 車両

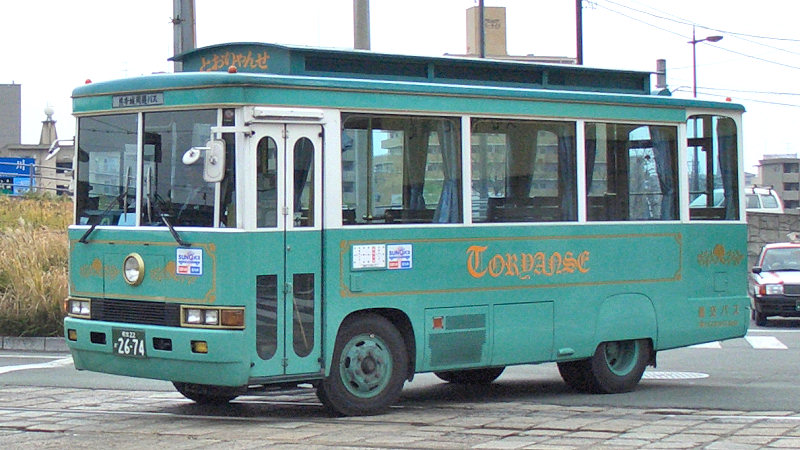
旧「とおりゃんせ」専用車
いすゞ・ジャーニーQ

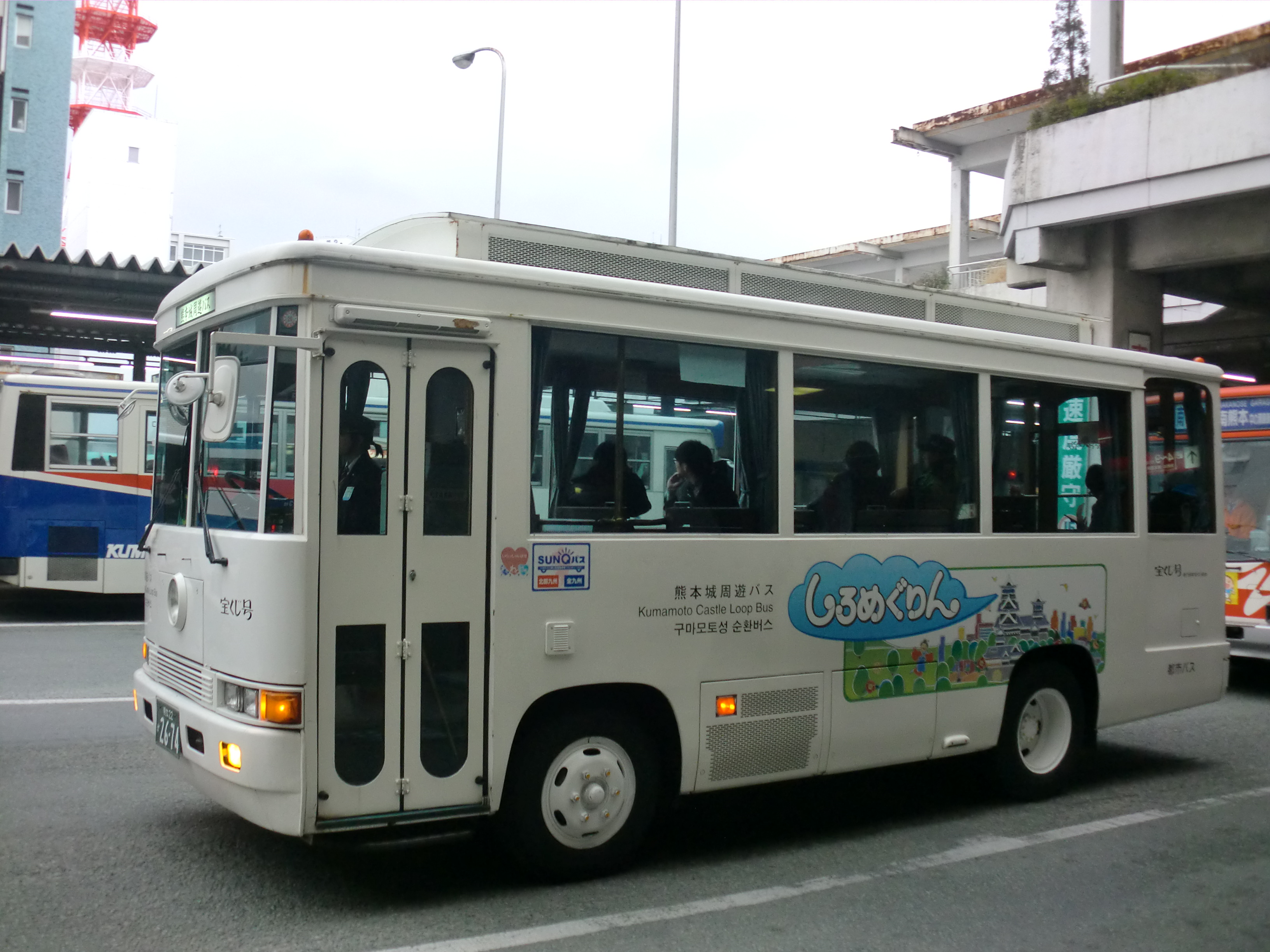
旧「とおりゃんせ」専用車
「しろめぐりん」カラーへの塗装変更後（上の写真と同じ車両）
いすゞ・ジャーニーQ

専用車両は、熊本市営バスでの運行開始時に、外観・内装ともにレトロ調の装飾を施したファンタスティックバスを2台新規導入した。車両運用の都合により一般路線用の中型車が代走することもあった。
2006年に九州産交バスへ移管されたに合わせ、専用車両も新型の小型車が導入された。熊本市営バス時代に使用していた初代車両も九州産交バスへ移管され、予備車としてで使用されていたが、のちは2台とも除籍された。旧「むさし」は九州産交バス運行時代に除籍され、廃車体は元の塗装のまま九州産交整備の敷地内に長らく留置されていた。旧「とおりゃんせ」はのちに「しろめぐりん」カラーに塗り替えられ、2017年頃まで使われていた。
現行車両
- 日野・ポンチョ（ロングボディ）
  - 2020年11月よりポンチョ電気バスが1台新規に追加導入され、一部便で運用される。

予備車
- 三菱ふそう・エアロミディMJ
  - 熊本都市バス標準塗装のAT車。熊本市営バスから引き継いだ、元「都心部循環バス」用車両。予備車として使用（2017年10月現在）。

過去の車両
- いすゞ・ジャーニーQ（車体製造は北村製作所）